# 荷蘭的伯恩哈德親王
利珀-比斯特费尔德的伯恩哈德·利奧波德·腓特烈·埃伯哈德·尤利乌斯·库尔特·卡尔·戈德弗里德·彼得王子（德語：Bernhard Leopold Friedrich Eberhard Julius Kurt Karl Gottfried Peter Prinz zur Lippe-Biesterfeld；1911年6月29日—2004年12月1日），通稱伯恩哈德親王，是利珀-比斯特费尔德伯爵恩斯特二世的孙子，末代利珀親王利奧波德四世的姪子，荷蘭朱麗安娜女王的王夫以及其四名女兒的父親，包括後來的贝娅特丽克丝女王。被封為荷蘭親王。

## 头衔
- 1911年6月29日-1916年1月1日：比斯特费尔德的伯恩哈德伯爵
- 1916年1月1日-1937年1月7日：利珀-比斯特费尔德的伯恩哈德王子殿下
- 1937年1月7日-1948年9月6日：尼德兰的伯恩哈德王子殿下，利珀-比斯特费尔德王子
- 1948年9月6日-1980年4月30日：尼德兰亲王殿下
- 1980年4月30日-2004年12月1日：尼德兰的伯恩哈德王子殿下，利珀-比斯特费尔德王子